# Nephelolychnis
Nephelolychnis is een geslacht van vlinders uit de familie van de grasmotten (Crambidae). De wetenschappelijke naam van dit geslacht is voor het eerst voorgesteld door Edward Meyrick in een publicatie uit 1933.

## Soorten
- Nephelolychnis ceadesalis (Walker, 1859)
- Nephelolychnis eos (Druce, 1902)